# Miss Internacional 1979
La versión número 19 de Miss Internacional se llevó a cabo el 12 de noviembre de 1979 en el Hotel Mielparque de la ciudad de Tokio, Japón; donde candidatas de 43 países y territorios autónomos compitieron por el título y la corona durante varias semanas. Al final del evento Miss Internacional 1978,  Katherine Patricia Ruth de Estados Unidos coronó a su sucesora Melanie Laurel Marquez de Filipinas como Miss Internacional 1979.
La final del concurso fue transmitida por la cadena de televisión TV Tokyo para Japón.

## Resultados
| Resultados finales      | Concursante |
| ----------------------- | --- |
| Miss Internacional 1979 | - Filipinas - Melanie Marquez |
| 1.ª finalista           | - Estados Unidos - Anna Maria Rapagna |
| 2.ª finalista           | - Austria - Elisabeth Schmidt |
| 3.ª finalista           | - Finlandia - Kate Elizabeth Nyberg |
| 4.ª finalista           | - Japón - Hideko Haba |
| Semifinalistas Top 15   | - Alemania - Claudia Katharina Herzog - Bélgica - Françoise Hélène Julia Moens - Brasil - Suzane Ferreira de Andrade - Bretaña - Beverly Isherwood - España - Yolanda María Hoyos - Hawái - Zoe Ann Roach - Hong Kong - Maria Chung Wai-Ping - Islandia - Sigrún Björk Sverrisdóttir - México - Marcela Díaz Portilla - Venezuela - Nilza Josefina Moronta |

### Premios Especiales
| Premio               | Concursante                           |
| -------------------- | ------------------------------------- |
| Mejor Traje Nacional | - Filipinas - Melanie Laurel Marquez  |
| Miss Simpatía        | - Guam - Vivian Indaleci              |
| Miss Fotogénica      | - Alemania - Claudia Katharina Herzog |
| Miss Elegancia       | - Finlandia - Kate Elizabeth Nyberg   |

## Concursantes[4]
- Argentina - Ana Maria Soliman Iribarne
- Australia - Regina Reid
- Austria - Elisabeth Schmidt
- Bélgica - Françoise Helene Julia Moens
- Bolivia - Sonia Beatriz Villarroel
- Brasil - Suzane Ferreira de Andrade
- Bretaña - Beverly Isherwood
- Canadá - Karen Vanderwoude
- Chile - Paulina Quiroga
- Colombia - Ivonne Margarita Guerra de la Espriella
- Costa Rica - Maria Lorena Acuña Karpinski
- Dinamarca - Eva Bjerre Johanssen
- Finlandia - Kate Elizabeth Nyberg
- Francia - Martine Juliette David
- Alemania - Claudia Katharina Herzog
- Grecia - Despina Triantafyllidou
- Guam - Vivian Elaine Indalecio
- Hawái Hawái - Zoe Ann Roach
- Países Bajos - Mary Maria Johanna Adriana Kruyssen
- Honduras - Lilian Anibeth Rivera
- Hong Kong - Maria Chung Wai-Ping
- Islandia - Sigrun Bjork Sverrisdóttir
- India - Neeta Pravin Painter
- Irlanda - Lorraine Marion O'Conner
- Israel - Rachel "Helly" Ben-David
- Italia - Nives Bordignon
- Japón - Hideko Haba
- Corea del Sur - Kim Jin-sun
- Malta - Carmen Sue Asciak
- México - Marcela Díaz Portilla
- Nicaragua - Maria Elena Amador Valerio
- Noruega - Unni Margrethe Öglaend
- Filipinas - Melanie Marquez
- Portugal - Maria Luisa da Silva
- Singapur - Annie Tan Chen Chiau Chuin
- España - Yolanda Maria Hoyos Vega
- Suecia - Anna Angela Bratt
- Tailandia - Phattamavadee Ann Thanaputti
- Turquía - Serra Sengül
- Uruguay - Nidia Silvera
- Estados Unidos - Anna Maria Rapagna
- Venezuela - Nilza Josefina Moronta Sangronis
- Yugoslavia - Manuela Mitic

### Retiros
- Malasia - Nancie Foo - Ella se desmayó en la noche final
- Suiza - Gaby Bosshard